# Аварійні викиди нафти, газу і мінералізованих вод

Викид нафти і газу та пожежа на свердловині «Ойл-Сіті». Поштова листівка початку XX ст.

Аварійні викиди нафти, газу і мінералізованих вод — винесення на земну поверхню з нафтових і газових свердловин значних мас підземних флюїдів (пластових вод, нафти, газоконденсату), що знаходяться під високим тиском. 

## Загальна характеристика
Аварійні викиди відбуваються рідко, але можуть мати катастрофічний характер і супроводжуватися людськими жертвами. На місці аварійних свердловин часто утворюються кратери, які важко рекультивувати. При аварійних викидах пластові флюїди проникають в усі проникні горизонти по шляху руху, відбувається їх змішування з водами зони вільного водообміну.
Аварійні викиди нафти, природного газу та мінералізованих вод є одним із найнебезпечніших проявів техногенного навантаження на навколишнє середовище, що супроводжує діяльність у нафтогазовій галузі. Вони виникають раптово, часто без попередніх ознак, і здатні викликати довготривалі та масштабні екологічні наслідки.
Такі викиди можуть траплятися на всіх етапах розробки родовищ: під час буріння свердловин, видобутку, транспортування, зберігання та переробки сировини. 

## Причини аварійних викидів
- Технічні несправності обладнання

— зношеність трубопроводів, клапанів, резервуарів або бурових установок.
- Проектні помилки або прорахунки в інженерних рішеннях

— неправильний розрахунок тиску, недооцінка геологічних ризиків.
- Людський фактор

— порушення техніки безпеки, недостатня кваліфікація персоналу, недбалість.
- Недосконалість систем контролю та моніторингу

— відсутність сучасних засобів виявлення витоків і раннього реагування.
- Природні умови

— землетруси, підтоплення, зсуви ґрунтів, які можуть викликати пошкодження інфраструктури.
- Неправильна технологія буріння або цементування свердловин

— як результат, прориви нафти, газу чи вод у кільцевий простір або на поверхню.

## Наслідки аварійних викидів
- 1.	Екологічні

•	Забруднення ґрунтів, водойм, повітря.
•	Загибель тварин і рослин, особливо у водних екосистемах.
•	Порушення екологічного балансу регіону, зокрема деградація земель.
- 2.	Соціальні

•	Загроза здоров’ю населення: токсичний вплив на органи дихання, ризик онкозахворювань.
•	Евакуація жителів у зонах високого ризику.
•	Соціальне напруження та втрата довіри до компаній-операторів.
- 3.	Економічні

•	Прямі збитки через втрату ресурсів.
•	Витрати на ліквідацію наслідків і рекультивацію земель.
•	Штрафи, компенсації, втрати репутації компаній.